# Popeye the Sailor Meets Ali Baba's Forty Thieves
Braccio di Ferro incontra Alì Babà e i quaranta ladroni (Popeye the Sailor Meets Ali Baba's Forty Thieves) è un film del 1937 diretto da Dave Fleischer e Willard Bowsky. È un cortometraggio animato della serie Braccio di Ferro, prodotto dalla Paramount Pictures (con la collaborazione di Max Fleischer).
È uno dei più famosi film dedicati ai personaggi di Braccio di Ferro, creati dal fumettista statunitense E. C. Segar.

## Trama
Un marinaio al servizio della guardia costiera, Braccio di Ferro, insieme alla sua fidanzata Olivia e al suo amico Poldo sentono alla radio che la banda del bandito Alì Babà è stata avvistata in Arabia e partono per dargli la caccia; purtroppo il loro idrovolante subisce un guasto e precipita, e i tre si perdono nel deserto. Qualche giorno dopo raggiungono una cittadina e si fermano per recuperare le energie e pranzare ma, poco dopo, si imbattono in Alì Babà (interpretato da Bluto) e i quaranta ladroni, che stanno attaccando sul posto. Alì Babà si innervosisce dopo non essere riuscito a vincere una battaglia con Braccio di Ferro, ricorrendo entrambi a trucchi di magia, che finisce con Alì Babà che lascia Braccio di Ferro appeso a un lampadario. Poi ordina ai suoi ladroni di rubare tutto ciò che possono prima di fuggire, inclusi Olivia e Poldo. Alla fine Braccio di Ferro si libera e, cavalcando un cammello, li insegue fino alla loro grotta segreta (il cui ingresso viene aperto se pronunciate le parole magiche "Apriti sesamo"). 
Il marinaio, intrufolandosi nel loro covo, trova sia il loro tesoro che Olivia (ridotta in schiavitù) e Poldo (come prigioniero). Poi li affronta, ma viene sopraffatto dal gran numero di avversari e viene gettato in un fosso dove sta per essere mangiato da un' orca. Stanco delle prepotenze subite, neutralizza l' orca e mangia i suoi spinaci in scatola per uscire dal fosso e sconfiggere tutti i quaranta ladroni prima di gettare e rinchiudere Alì Babà in un forziere. I ladroni e Alì Babà vengono incatenati e costretti a trascinare un carro pieno del bottino rubato, con Braccio di Ferro, Olivia e Poldo, fino alla città, dove la gente del paese, giubilante per la loro liberazione dal regno di terrore di Alì Babà, li attende a braccia aperte.